# 戴维·布罗迪
戴维·利奇·斯梅利·布罗迪（英語：David Leitch Smellie Brodie，1910年5月29日—1996年6月6日），英国男子曲棍球运动员。他曾代表英国国家队参加1948年夏季奥林匹克运动会曲棍球比赛，获得一枚银牌。